# Список объектов всемирного наследия ЮНЕСКО в Палестине
В списке Всеми́рного насле́дия ЮНЕ́СКО в Палести́не значатся 5 наименований (на 2024 год), что составляет 0,3 % от общего числа (1248 на 2025 год).
Все объекты включены в список по культурным критериям. Также на территории города Иерусалима находится ещё 1 культурный объект всемирного наследия. Заявка на добавление данного объекта в список всемирного наследия была подана Иорданией в 1981 году. Все пять объектов представлены в списке всемирного наследия, находящегося под угрозой.
Кроме этого, по состоянию на 2020 год, 12 объектов на территории Государства Палестина находятся в числе кандидатов на включение в список всемирного наследия.
Палестинская национальная администрация ратифицировала Конвенцию об охране всемирного культурного и природного наследия 8 декабря 2011 года. Первый объект на палестинских территориях был занесён в список в 2012 году на 36-й сессии Комитета всемирного наследия ЮНЕСКО.

## Список
В данной таблице объекты расположены в хронологическом порядке их добавления в список всемирного наследия ЮНЕСКО.
| # | Изображение | Название | Местоположение                     | Время создания            | Год внесения в список | №    | Критерии    |
| - | ----------- | --- | ---------------------------------- | ------------------------- | --------------------- | ---- | ----------- |
| 1 |             | Базилика Рождества Христова и тропы паломников (араб. مهد ولادة يسوع المسيح: كنيسة المهد وطريق الحجاج، بيت لحم‎)                                                    | Провинция: Вифлеем Город: Вифлеем  | 339 год                   | 2012                  | 1433 | iii, iv, vi |
| 2 |             | Палестина: земля олив и виноградников. Культурный ландшафт южной части Иерусалима, Батир (Палестина) (араб. بلد الزيتون و الكرمة — منظر ثقافي في جنوب القدس, بتير‎) | Провинция: Вифлеем Деревня: Баттир |                           | 2014                  | 1492 | iii, iv, v  |
| 3 |             | Старый город Хеврон / Эль-Халиль (араб. البلدة القديمة في الخليل‎)                                                                                                  | Провинция: Хеврон                  | 1250—1517                 | 2017                  | 1565 | ii, iv, vi  |
| 4 |             | Древний Иерихон/Телль-эс-Султан (араб. أريحا القديمة / تل السلطان ‎)                                                                                                | Провинция: Иерихон                 | 11-е тысячелетие до н. э. | 2023                  | 1687 | iii, iv     |
| 5 |             | Монастырь Святого Илариона / Телл Умм Амер (араб. دير القديس هيلاريون / تل أم عامر ‎)                                                                               | Провинция: Дейр-эль-Балах          | IV век                    | 2024                  | 1749 | ii, iii, vi |

### Иерусалим
| # | Изображение | Название | Местоположение                                               | Время создания                     | Год внесения в список | №   | Критерии    |
| - | ----------- | --- | ------------------------------------------------------------ | ---------------------------------- | --------------------- | --- | ----------- |
| I |             | Старый город в Иерусалиме и его крепостные стены (ивр. העיר העתיקה של ירושלים ועל קירותיו‎, араб. مهد ولادة يسوع المسيح: كنيسة المهد وطريق الحجاج، بيت لحم‎) | Провинция: Иерусалим / Округ: Иерусалимский Город: Иерусалим | 4-е тысячелетие до н. э. 1535—1538 | 1981                  | 148 | ii, iii, iv |

## Предварительный список
В таблице объекты расположены в порядке их добавления в предварительный список.
| #  | Изображение | Название | Местоположение                                                           | Время создания    | Год внесения в предварительный список | №    | Критерии    |
| -- | ----------- | --- | ------------------------------------------------------------------------ | ----------------- | ------------------------------------- | ---- | ----------- |
| 1  |             | Гора Гризим и самаритяне (ивр. הר גריזים השומרונים‎) | Провинция: Наблус                                                        | —                 | 2012                                  | 5706 | iii, vi     |
| 2  |             | Кумран: пещеры и монастырь, местонахождение свитков Мёртвого моря (ивр. חירבת קומראן‎)                                                                           | Провинция: Иерусалим                                                     | II век до н. э.   | 2012                                  | 5707 | iii, iv, vi |
| 3  |             | Эль-Балах: монастыри в пустыне (ивр. ונידחת המנזרים‎) | Провинции: Дейр-эль-Балах и Хан-Юнис                                     | VI—VII века       | 2012                                  | 5708 | i, ii, iii  |
| 4  |             | Вади Натуф (5а) и пещера Шукба (5б) | Провинция: Рамалла и эль-Бира                                            | —                 | 2013                                  | 5712 | ii, iii, iv |
| 5  |             | Старый город Наблус и его окрестности (ивр. שכם‎) | Провинция: Наблус                                                        | 72 год            | 2012                                  | 5714 | ii, iv      |
| 6  |             | Монаршие деревни: а) Абвейн б) Арраба в) Бейт-Вазан г) Бурка д) Бани-Зейд е) Дейр-Истия ж) Дура з) Джаммаин и) Кур к) Наалин л) Рас-Каркар м) Санур н) Себастия | Провинции: Рамалла и эль-Бира, Джанин, Наблус, Сальфит, Хеврон, Тулькарм | XVIII—XIX века    | 2013                                  | 5717 | iii, iv     |
| 7  |             | Себастия ((ивр. סבסטיה‎) | Провинция: Наблус                                                        |                   | 2012                                  | 5718 | ii, v       |
| 8  |             | Гавань города Антедон (ивр. הנמל‎) | Провинция: Газа                                                          | VIII век до н. э. | 2012                                  | 5719 | ii, iv      |
| 9  |             | Лес Ум-эль-Рихан (ивр. יער אום באל-ריחאן‎) | Провинция: Джанин                                                        | —                 | 2012                                  | 5721 | x           |
| 10 |             | Прибрежные водно-болотные угодья Вади-Газа (ивр. ואדי עזה ביצות החוף‎                                                                                            | Провинции: Дейр-эль-Балах, Газа                                          | —                 | 2012                                  | 5722 | x           |
| 11 |             | Место крещения «Эшриаа» (Эль-Махтас) | Провинция: Иерихон                                                       | —                 | 2015                                  | 6155 | iii, iv, vi |
| 12 |             | Дворец Хишама / Хирбет аль-Мафджар | Провинция: Иерихон                                                       | VIII век          | 2020                                  | 6546 | i, ii       |